# De kniphoed
Tom Poes en de kniphoed of kortweg De kniphoed is het 66ste verhaal uit de Bommelsaga, geschreven en getekend door Marten Toonder. Het verhaal verscheen voor het eerst op 12 juli 1955 en liep tot 24 september van dat jaar. Het thema is "geld als verkleind geweten". 

## Samenvatting
De tovenaar Hocus Pas is op zoek naar "oude waarden", ofwel eigenwaarde. Hij koopt van veel Rommeldammers het kostbaarste wat ze hebben en verkleint dat. Daarna verkleint hij ook de eigenaars met zijn kniphoed en sluit ze op in een koffertje. 
Tom Poes heeft volgens de tovenaar geen eigenwaarde en is dus niet interessant. Met de oude waarden wil Hocus Pas een nieuw leven beginnen. Door de kniphoed binnenstebuiten te keren weet Tom Poes de tovenaar te verslaan. Daarna krijgt iedereen zijn normale grootte terug.

## Achtergrond
In het verhaal komt een miniatuurversie van Rommeldam voor. Op 29 juni 1955 werd het themapark Miniatuur Rommeldam in Oisterwijk  geopend door Godfried Bomans. Dit park heeft slechts tot 1962 bestaan.
Een passage uit de openingstoespraak: "Heer Bommel wil niets liever dan met zijn wollige buik in een leunstoel zitten, lezend in een boek en zich geen andere ontspanning getroostend dan het uiterlijk te handhaven van iemand, die het boek ook werkelijk begrijpt. Deze bijna mystieke begeerte naar rust is de juiste gesteldheid om de meest schokkende avonturen te beleven. Want zelfs de geringste verstoring van dit grootse ideaal is een avontuur. Zo bezien is het leven van een heer niets anders dan een voortdurende inbreuk op de neiging bij zijn kachel te zitten."

## Bewerkingen

### Hoorspel
- De kniphoed in het Bommelhoorspel

### Film
- Dit verhaal is een van de negen verhalen die in aangepaste vorm in 1959/1960 als animatiefilm gemaakt werden voor de VS, maar daarna lange tijd niet zijn uitgebracht. Dat laatste gebeurde alsnog in 2012, in Nederland. De verfilming van "De kniphoed" kreeg als titel The magic hat.[1]